# Indikà
Indikà (in greco antico: Ἰνδικά?, Indiká, L'India) è un'opera di carattere storico-geografica dedicata all'India e scritta da Arriano, l'unica monografia di questo tipo sull'India pervenuta dal mondo antico.

## Fonti e struttura
Arriano basa l'opera sui diari di Nearco, ammiraglio di Alessandro Magno, che rientrò dall'India via nave, e sulle notizie fornite da Megastene, ambasciatore di Seleuco I presso il re indiano Chandragupta Maurya.
Gli Indiká, concepiti dallo storico di Nicomedia come una sorta di appendice, per quanto distinta, dalla Anabasi, sono distinti in due parti: i capp. 1–17, dedicati alla descrizione geo-etnografica del subcontinente Indiano, con un accumulo di notizie desunte praticamente in toto da Megastene e i capp. 18–43, sulla narrazione del periplo di Nearco. 
In effetti, Arriano, contrariamente al suo usus nell'opera maggiore su Alessandro Magno, usa la prima parte come un enorme excursus su quell'India che fu il termine estremo della conquista macedone: si può pensare che, non avendo che poche notizie nelle sue fonti alessandrografiche principali, Tolomeo I e Aristobulo di Cassandrea, abbia pensato di integrare il racconto della Anabasi con Megastene e, appunto, con Nearco, per non spezzare il filo conduttore della narrazione su Alessandro.
Interessante anche, in questa "riscrittura" dell'antica etnografia, il fatto che Arriano si riallacci ad Erodoto, riprendendone il dialetto ionico, che, peraltro, egli non usa in altre sue opere pervenute.